# Thinophilus flavipalpis
Thinophilus flavipalpis är en tvåvingeart som först beskrevs av Zetterstedt 1843.  Thinophilus flavipalpis ingår i släktet Thinophilus och familjen styltflugor. Enligt den finländska rödlistan är arten nära hotad i Finland. Arten är reproducerande i Sverige. Artens livsmiljö är sandstränder vid Östersjön. Inga underarter finns listade i Catalogue of Life.